# Listă de pictori maghiari
Aceasta este o listă de pictori maghiari.

## A
- Vilmos Aba-Novák  (1894–1941)
- Abodi Nagy Béla (1918–2012)
- Abonyi Arany (1899–1967)
- Abonyi Astván (1970–   )
- Tivadar Abonyi  (1887–1968)
- Rafael Ábrahám  (1929–2014)
- Henrik Emil Aczél  (1876–1946)
- Ferenc Ács (1876–1949)
- József Ács (1914–1990)
- Lipót Ács (1868–1945)
- Miklós Adler (1909–1965)
- Mór Adler (1826–1902)
- Gábor Agárdy (1922–2006)
- Gyula Aggházy (1850–1919)
- Lajos Ágh Ajkelin  (1907–1995)
- Ernő Ágoston (1889–1957)
- Vencel Ágoston (1895–1946)
- János Aknay (1949)
- János László Áldor (1895–1944)
- László András Alföldi (1948)
- György Almár (1895–1974)
- Almási Gyula Béla (1908–1976)
- Almásy Aladár (n. 1946)

- Zsuzsa Almer (1948)
- István Altorjai (1943–1982)
- Sándor Altorjai  (1933–1979)
- Ámos Imre (1907–1944)
- Andaházi Kasnya Béla (1888–1981)
- Loránd Andor (1906–1966)
- Gyula Andorkó (1883–1909)
- László András (1910–1981)

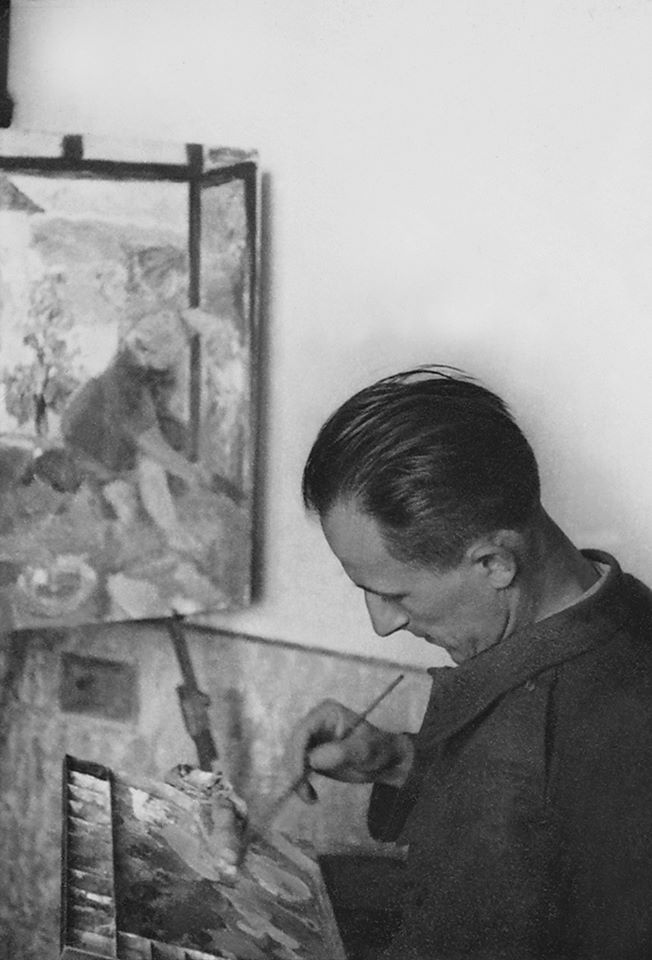
Abodi Nagy Béla

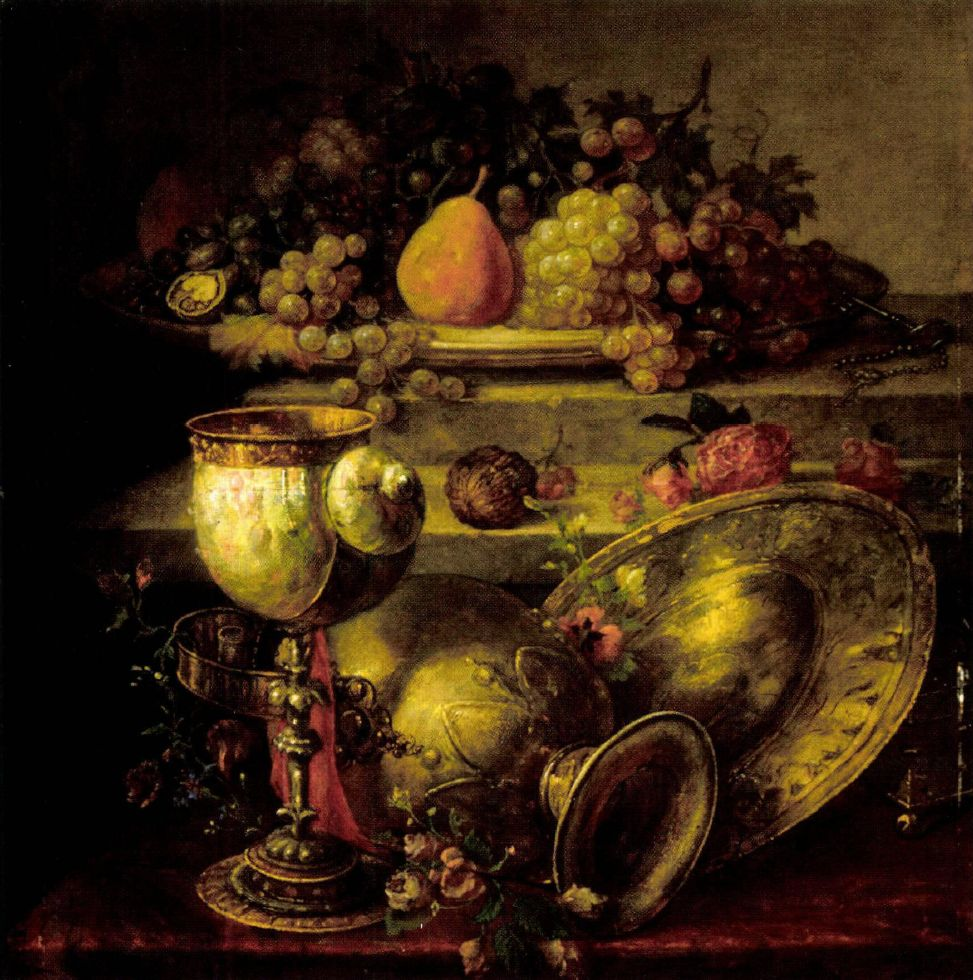
Mór Adler (1850)

- Tibor András  (pictor, grafician) (1921–2000)
- Tivadar Andrássy (1857–1905)
- Henrik Angeli (1840–1925)
- Géza Angyal (1888–1956)
- Margit Anna (1913–1991)
- Imre Antal
- József Antal (1887–1963)
- Loránd Antal (1903–1975)
- János Aquila (? – 1392 u.)
- Ákos Aranyossy (1870–1898)
- István Arató (1922–2010)
- János Arató (1919–1989)
- Aladár Árkay (1868–1932)
- Bertalan Árkay (1901–1971)
- István Árkossy (1943)
- Nagy Lajos Áron (1913–1987)
- Ferenc Árvai  (1935–2004)
- Aszódi Weil Erzsébet (1901–1976)
- Gyula Asztalos (1900–1972)
- Gábor Attalai Gábor (1934–2011)

## B
- András Bacsa (1870–1933)
- Márta Bada (1951)
- Tibor Bada (1963–2006)
- Sándor Badacsonyi (1949–2016)
- Ottó Baditz (1849–1936)
- Miklós Zoltán Baji  (1961)
- Bajor Ágost (1892–1958)
- Imre Bak (1939)
- Lajos Bakacsi (1949)
- István Bakos (1941)
- József Baksai (1957)
- Baksa-Soós János (1948–2021)
- Ervin Baktay (1890–1963)
- Balázs Ferenc (1959)
- Balázs Imre (1931–2012)
- Balázs János (1904–1927)
- Balázs János (1905–1977)
- Balázs Sándor (1899–1963)
- Bálint Endre (1914–1986)
- Bálint Ferenc (1960)
- Bálint Rezső (1885–1945)
- Pál Balkay (1785–1846)
- Margit Balla (1947)
- Pál Balla (1930–2008)
- Aurél Balló (1871–1940)
- Ede Balló (1859–1936)
- Balogh András (1919–1992)
- Balogh Balázs András (1940 -2014)
- Balogh Csaba (1968)
- Balogh József (1944)
- Balogh Mónika (1974)
- Balogh Tibor (1975)
- Baloghy György (1950)
- Bán Béla (1909–1972)

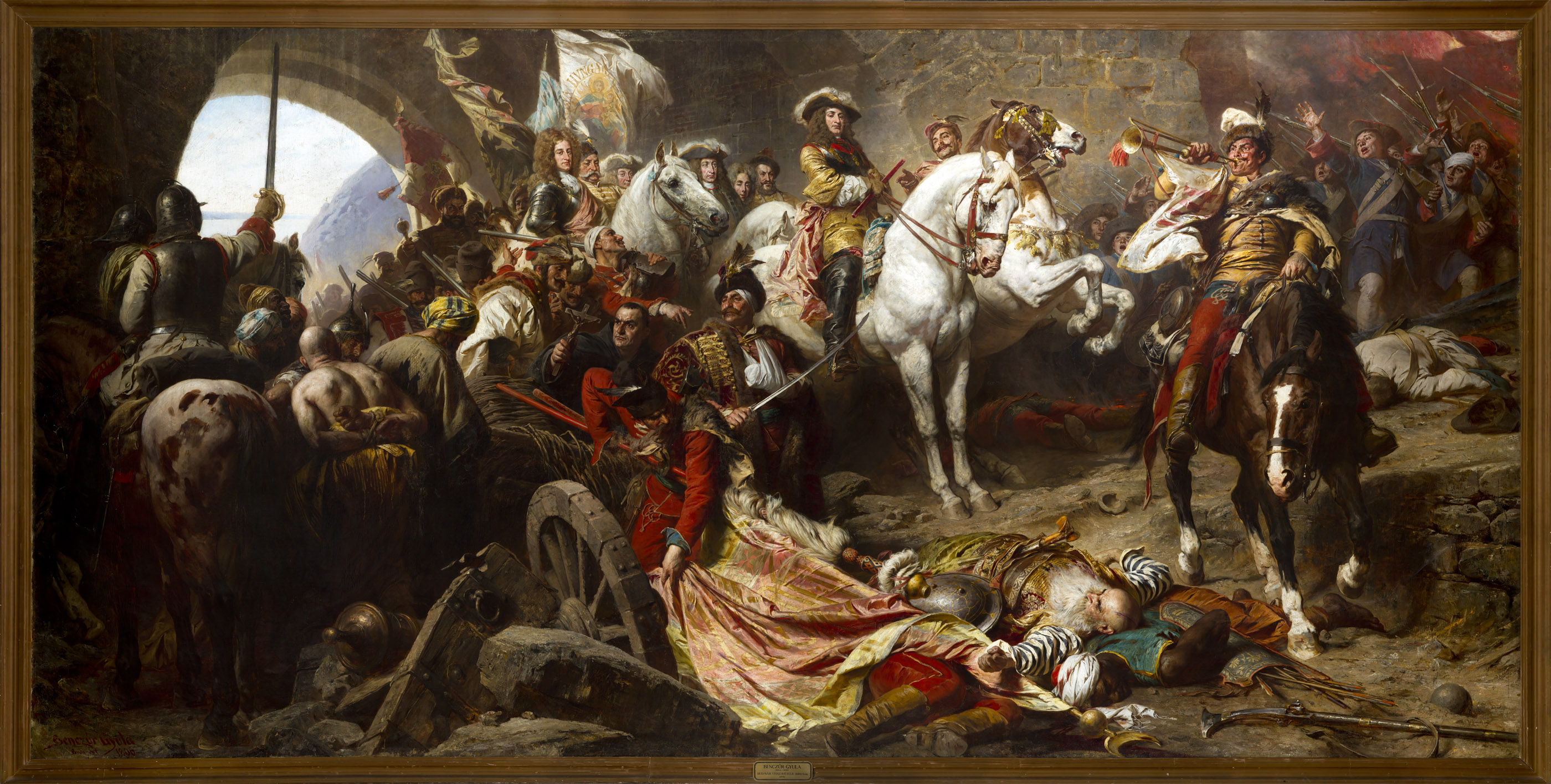
Gyula Benczúr: Recucerirea Cetății Buda(1896)

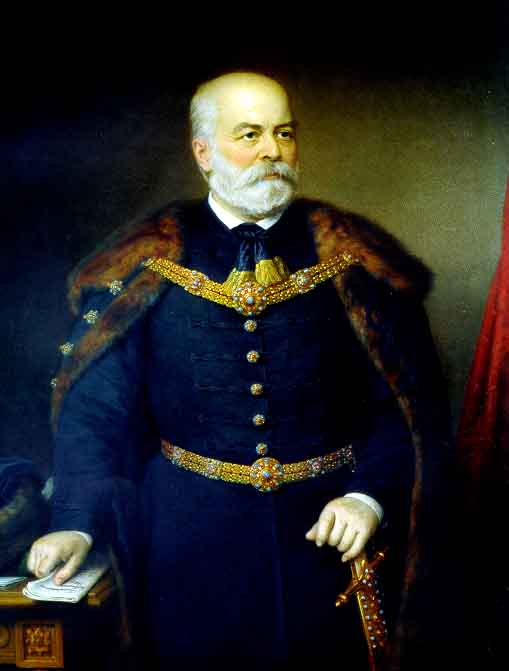
Miklós Barabás: Emanoil Gojdu (1843-1844)

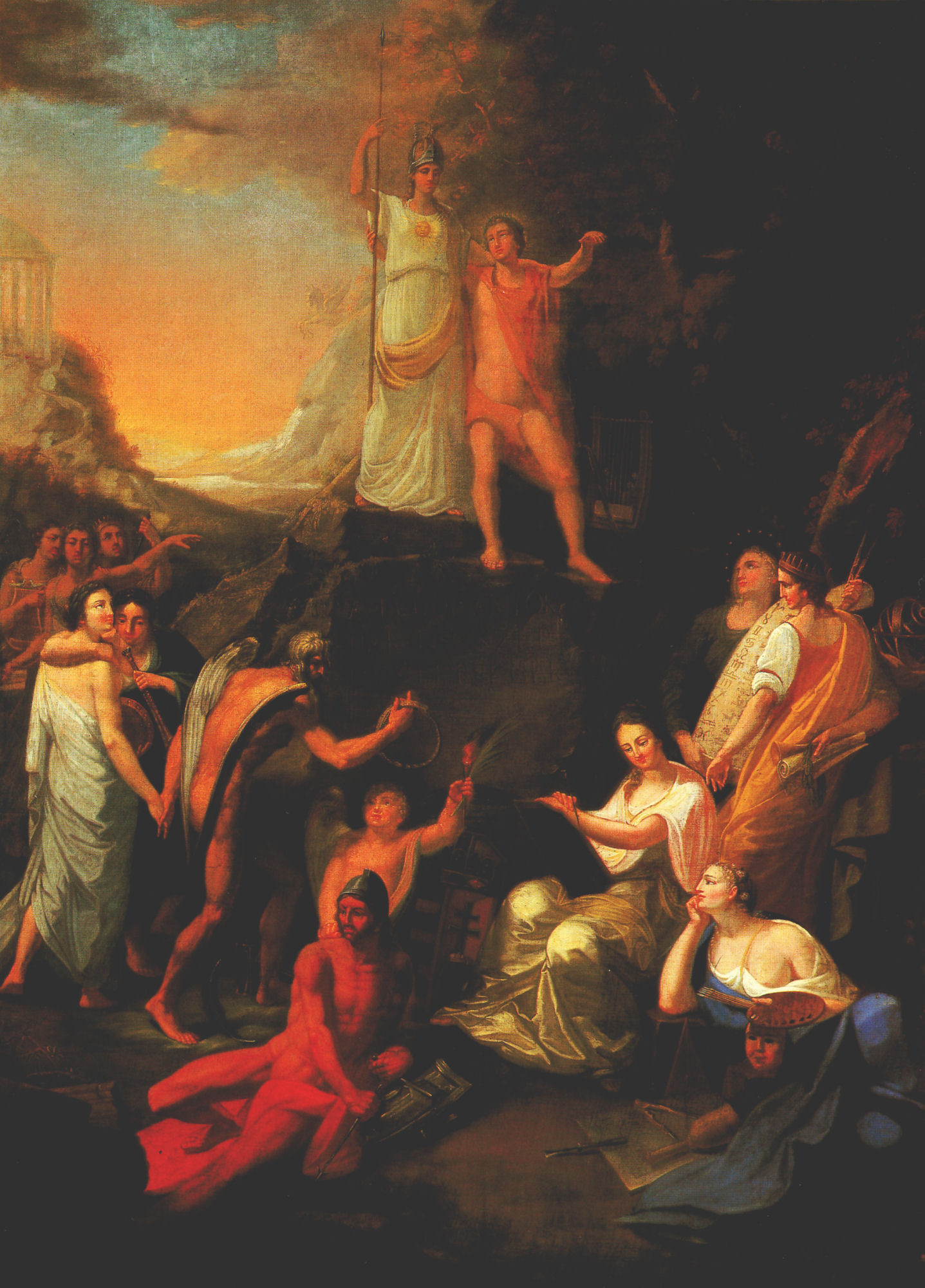
Pal Balkay: Alegorie (1820)

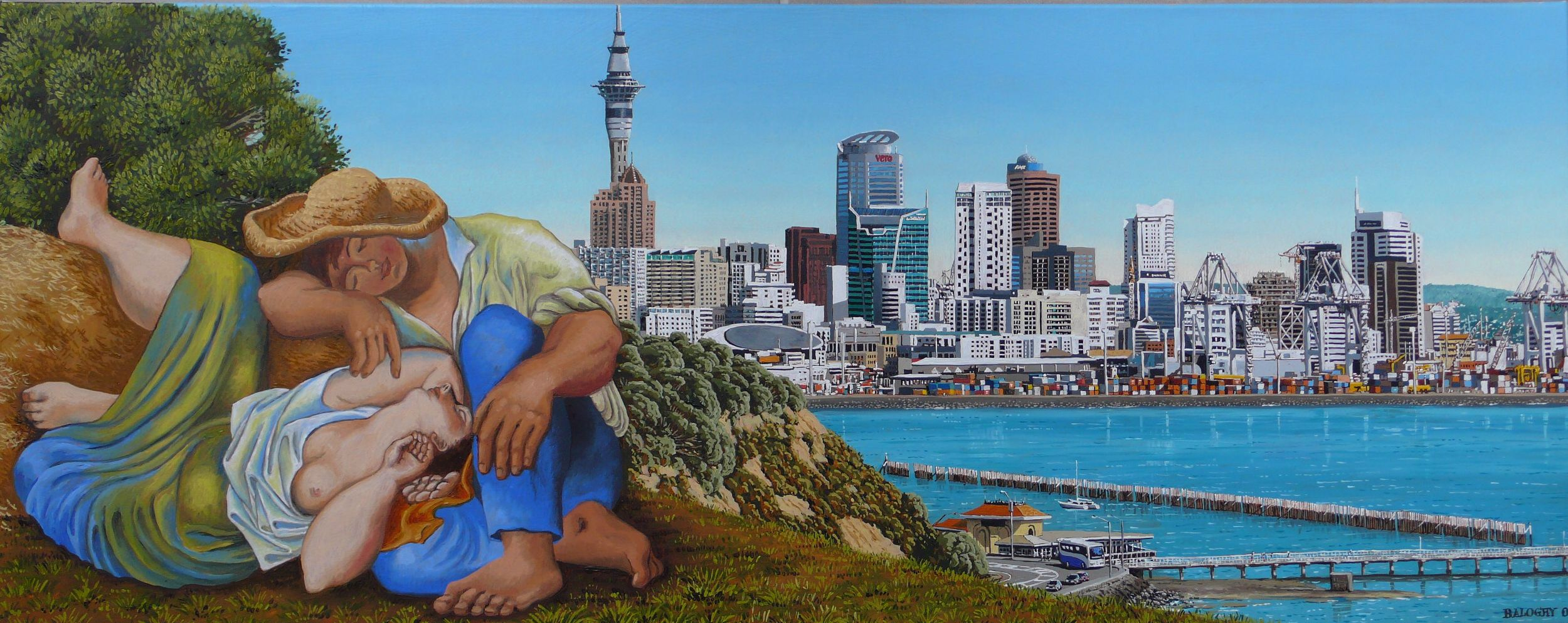
Baloghy György: Picasso in Auckland

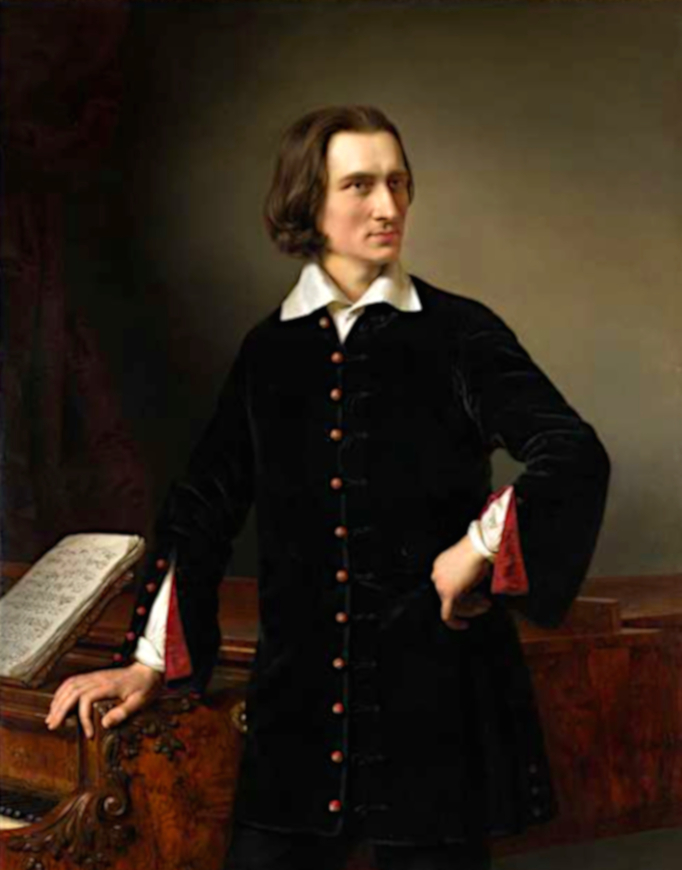
Miklós Barabás: Franz Liszt (1847)

- Bánáti Schwerak József (1897–1951)
- Bánföldi Zoltán (1962)
- Gábor Bangócs (1960)
- [[Andor] Bánhidi] (1910–1964)
- Bánk Ernő (1883–1962)
- Bánovszky Miklós (1895–1995)
- Barabás Márton [Márkosfalvi] (1893–1974)
- Miklós Barabás (1810–1898)
- Baranyay András (1938–2016)
- Baranyó Sándor (1920–2001)
- Baráth Áron (1980)
- Barczi Pál (1933–2003)
- Barcsay Jenő (1900–1988)
- Bari Janó (1955)
- Barta Ernő (1878–1956)
- Barta Mária (1897–1969)
- Bartha László (1908–1998)
- Bartl József (1932–2013)
- Bartus Ödön (1888–1950)
- Basch Andor (1885–1944)
- Basch Árpád (1873–1944)
- Basch Gyula (1851–1928)
- Basilides Bálint (1944)
- Basilides Barna (1903–1967)
- Basilides Hilde (1924–1965)
- Basilides Sándor (1901–1980)
- Batthyány Gyula (1887–1959)
- Bauer Szilárd (1892–1928)
- Baukó János (1936)
- Baumgarten Miksa (1837–1915)
- Bazán Vladimir (1956)
- Beck Vilmos (1822–1862)
- Bednay Éva (1927–2017)
- Beer József Konstantin (1862–1933)
- David Beery (1951)
- Belányi Viktor (1877–1955)
- Bencsik János (1945)
- Bencze László (1907–1992)
- Gyula Benczúr (1844–1920)
- Ida Benczúr (1876–1970)
- Bende Róbert (1971)
- Bene Géza (1900–1960)
- Benedek Jenő, id. (1906–1987)
- Benedek Jenő, ifj. (1939–2019)
- Benes József (1936–2017)
- Benjamin Herman (1881–1942)
- Benkhard Ágost (1882–1961)
- Bényi Árpád (1931–2006)
- Bényi László (1909–2004)
- Benyovszky István (1898–1969)
- Bér Dezső (1875–1924)
- Bér Rudolf (1924–2004)
- Berde Amál (1886–1976)
- Beregszászy Tamás (1967)
- Berény Róbert (1887–1953)
- Berényi Ferenc (1927–2004)
- Bereznai Péter (1955)
- Berkes Antal (1874–1938)
- Berki Viola (1932–2001)
- Bernát András (1957)
- Bernáth Aurél (1895–1982)
- Bernáthy Sándor (1949–2012)
- Bertalan Albert (1899–1957)
- Bertalan Ferenc (1957)
- Bertalan Tivadar (1930)
- Beszédes Kálmán (1839–1893)
- Beszédes Kornél (1923–2003)
- Biasini Mari (1866–1937)
- Bihari Sándor (1855–1906)
- Bihari Sándor (1947–2013)
- Bihari Puhl Levente (1957)
- Bikkessy Heinbucher József (1767–1833)
- Bimbó Tamás (1968)
- Birkás Ákos (1941–2018)
- Birkás István (1947–2018)
- Bíró Eszter (1957)
- Bíró Ferenc (1935–1981)
- Biró Gábor (1955)
- Bíró Mihály (1886–1948)
- Bizse János (1920–1981)
- Blaski János (1924–2015)
- Blattner Géza (1893–1967)
- Boda Balázs (1954)
- Bódi Katalin (1950)
- B. Bodnár Éva (1958)
- Bodor Lilla (1979)
- Bodosi Dániel (1913–2006)
- Bodzássy István (1887– ?)
- Boemm Rita (1868–1948)
- Bogdány Jakab (1660–1724)
- Boksay József (1891–1975)
- Boldizsár István (1897–1984)
- Boldogfai Farkas Imre (1907–1965)
- Bolgár József (1928–1986)
- Bolmányi Ferenc (1909–1990)
- Bor István Iván (1964–2006)
- Bor Pál (1882–1982)
- Borbereki-Kovács Zoltán (1907–1992)
- Bordi András (1905–1989)
- Bornemisza Géza (1884–1966)
- Bornemissza László (1910–1995)
- Boromisza Tibor (1880–1960)
- Boros Attila (1971)
- Boros István (1956)
- Boros Nepomuk János (1808–1855)
- Borsos József (1821–1883)
- Borszéky Frigyes (1880–1955)
- Bortnyik Sándor (1893–1976)
- Boruth Andor (1873–1955)
- Bosznay István (1968–1944)
- Botár László (1959)
- Botos Flórián (1974)
- Bozsó János (1922–1998)
- Böhm János (1860–1944)
- Böhm Pál (1839–1905)
- Börtsök Samu (1881–1931)
- Börzsönyi Kollarits Ferenc (1901–1963)
- Brauer Ildikó (1966)
- Breznay András (1963)
- Breznay Gábor (1956)
- Breznay József (1916–2012)
- Brocky Károly (1807–1855)
- Brodszky Sándor (1819–1901)
- Brósz Irma (1911–1976)
- Bruck Lajos (1846–1910)
- Bruck Miksa (1863–1920)
- Buhály József (1945)
- Bujdosó Ernő (1944)
- Bukta Imre (1952)
- Bukta Norbert (1969)
- István Burchard-Bélaváry (1864–1933)
- Rezső Burghardt (1884–1963)
- Attila Büki  (1948)
- Helén Büttner  (1861–1947)

## C
- István Csók
- Tivadar Csontváry Kosztka
- Béla Czóbel

## D
- Gyula Derkovits
- István Dési Huber

## E
- József Egry

## F
- Adolf Fényes
- Árpád Feszty

## G
- Oszkár Glatz
- Lajos Gulácsy

## J
- Ferenc Joachim

## K
- Bertalan Karlovszky
- Lajos Kassák
- Gusztav Keleti
- Károly Kernstok
- Károly Kisfaludy
- Béla Kondor

## L
- Philip Alexius de Laszlo
- Károly Lotz
- Sándor Liezen-Mayer

## M
- Viktor Madarász
- László Moholy-Nagy
- Mihály Munkácsy

## T
- Lajos Tihanyi